# You’ve Got a Friend in Me
«You’ve Got a Friend in Me» (с англ. — «Я — твой хороший друг») — песня Рэнди Ньюмана, основной музыкальный лейтмотив франшизы «История игрушек». В песне повествуется об укреплении дружбы игрушки шерифа Вуди и его хозяина Энди. Текст вышел настолько универсальным, что спустя года применяется как к различным персонажам мультфильма, так и к реальным людям.
«You’ve Got a Friend in Me» считается одной из лучших песен о дружбе, и песен из мультфильмов студий Disney и Pixar в целом. Она была номинирована на премии «Золотой глобус» и «Оскар» за лучшую песню к фильму (во втором случае проиграла песне «Colors of the Wind» из мультфильма «Покахонтас»), а также в список Американского института киноискусства «100 лучших песен из американских фильмов за 100 лет». После успеха песни Ньюману начало поступать большое количество предложений о написании саундтреков к анимационным проектам. Мелодия используется в тематических парках, мюзиклах и симфонических концертах по «Истории игрушек», а также видеоиграх.
Композиция неоднократно перепевалась различными музыкантами. Кавер-версии, показанные в первых трёх фильмах «Истории игрушек», включают дуэт Ньюмана с музыкантом Лайлом Ловеттом в первой части; диегетический экземпляр Тома Хэнкса, версию Роберта Гуле и инструментал Тома Скотта в «Истории игрушек 2» и версию на испанском языке группы Gipsy Kings в «Истории игрушек 3».

## История создания
«История игрушек» стала дебютным полнометражным фильмом студии Pixar, будущей дочерней компании Disney. Идея начинающего режиссёра Джона Лассетера заключалась в том, чтобы создать историю с юмором, рассчитанным на взрослую аудиторию, а также эмоциональным резонансом, которого до этого не было в традиционной анимации. Лассетер знал, что для этого потребуются песни на голову выше обычных с точки зрения сложности. Его выбор остановился на американском музыканте Рэнди Ньюмане — с 1960-х годов он известен как автор песен, пропитанных иронией и сатирой. В интервью Entertainment Weekly в 1995 году Джон сказал: «Композиции Ньюмана трогательные, остроумные и сатирические. Благодаря им он создал эмоциональную основу для каждой сцены». Pixar видела композитором своего проекта именно Ньюмана отчасти также из-за его тёплого американского звука — студия беспокоилась, что компьютерная графика может показаться слишком холодной без музыки.
Из всех предложенных Рэнди Ньюману прилагательных для песни он нашёл наиболее подходящими «дружелюбный» и «утешительный», к которым он сам отнёсся очень серьёзно, ведь, по его словам, у персонажей мультфильмов тоже есть эмоции взрослых. Ньюман написал «You’ve Got a Friend in Me» за один день. По его признанию, он никогда бы не использовал подобную песню в своём личном репертуаре, если бы не мультфильм.

## Тематика. Роль в фильмах
Рэнди Ньюман охарактеризовал заглавную тему фильма, получившую название «You’ve Got a Friend in Me» как песню, повествующую о дружбе игрушки-ковбоя шерифа Вуди и мальчика Энди. Однако, поскольку тема песни получилась достаточно универсальной, её можно было применить к отношениям разных персонажей во всей франшизе «История игрушек», а также к реальной жизни зрителей. Различными журналистами неоднократно высказывалась популярная точка зрения, что «You’ve Got a Friend in Me» отражает также тему зарождающейся дружбы между Вуди и новой игрушкой Энди Баззом Лайтером.
Впервые песня прозвучала во вступительных и конечных титрах фильма «История игрушек» (1995). Композиция открывает фильм монтажом Энди, играющего с Вуди. В конце фильма, уже дуэтом, «You’ve Got a Friend in Me» звучит с голосами не только Рэнди, но и музыканта Лайла Ловетта. Ньюман положительно высказался о Ловетте и отметил его участие в песне.
В двух продолжениях — «История игрушек 2» и «История игрушек: Большой побег» — песня прослушивается персонажами как часть истории или кавер-версии в заключениях фильмов, в зависимости от их настроения. Во второй части Вуди оказывается в квартире коллекционера Эла Маквиггина и обнаруживает, что в прошлом он — главный герой кукольного мультсериала 1950-х годов Woody’s Roundup. В одном из эпизодов передачи марионетка шерифа исполняет песню, адресованную юной аудитории. В конце серии маленький ребёнок обнимает куклу. Вуди видит это и озаряется, понимая, что его миссия как игрушки — быть рядом с ребёнком. Версия Woody’s Roundup была исполнена оригинальным голосом Вуди Томом Хэнксом при сопровождении акустической гитары. В конце фильма реприза «You’ve Got a Friend in Me» звучит в вариации Роберта Гуле в роли персонажа Визи (англ. Wheezy; Хрипун; все прочие реплики произносит Джо Рэнфт), когда его пищалку, наконец, починили, и он, с игрушечным микрофоном в руке, заявляет о своём желании петь. В конечных титрах звучит инструментальная версия Тома Скотта.
В начале «Истории игрушек: Большой побег» оригинальная версия Ньюмана также, как и в оригинале, сопровождается чередой кадров, показывающих, как Энди играет с Вуди и остальными игрушками, но уже записанных на видеоплёнку матери Энди. На строках «Пускай летят года — мы будем дружить всегда» сцена прерывается чёрным экраном и игрушки оказываются в коробке уже повзрослевшего хозяина. В заключении картины фраза Вуди «Счастливо, братец», обращённая к Энди, уезжающему в колледж и оставляющему игрушки новой хозяйке Бонни, перекликается с инструментальной темой «So Long» переработанными элементами «You’ve Got a Friend in Me». Во время финальных титров Базз Лайтер и Джесси исполняют пасодобль под испанскую версию песни в исполнении группы Gipsy Kings.
В «Истории игрушек 4» песня звучит во вступительном отрывке, где Энди играет с Вуди и отдаёт его Бонни; она играет с шерифом, но вскоре начинает пренебрегать им.
В официальном российском дубляже первой части мультфильма песню исполнил Андрей Мошков, а в четвёртой — Михаилом Рыжовым.

## Выпуск и судьба. Влияние
«You’ve Got a Friend in Me» была выпущена как сингл 12 апреля 1996 года в США звукозаписывающим лейблом Walt Disney Records. На нём были помещены две версии песни — оригинальная и дуэтная. Песня вмиг стала хитом и одной из лучших песен о дружбе и в целом песен, написанных для мультфильмов Disney и Pixar. В августе 2022 года песня была отобрана слушателями радио BBC Radio 2 как лучшая композиция для мультфильма.
«История игрушек» стала первым крупным проектом Ньюмана, для которого он написал саундтрек. После этого мультфильма ему начали делать множество предложений о написании музыки к анимационным проектам. Написание музыки к картине стало началом партнёрства, растянувшегося на несколько десятилетий. Ньюман написал музыку к 11 фильмам Pixar и Disney. «You’ve Got a Friend in Me» остаётся основным элементом живых выступлений Ньюмана.
Заглавную тему мультфильма, а также её прочие исполнения из мультфильмов можно услышать в парке развлечений Toy Story Midway Mania! в Disney's Hollywood Studios и Disney’s California Adventure. Микс композиции и другой песни из мультфильма — «Strange Things» — можно услышать на аттракционе Базза Лайтера в парижском Диснейленде. «You’ve Got a Friend in Me» играла в театральной версии фильма под названием «История игрушек: мюзикл». Симфоническая версия композиции была исполнена Мельбурнским симфоническим оркестром в апреле 2022 года на Toy Story in Concert.
Инструментальная версия «You’ve Got a Friend in Me» прозвучала в видеоиграх Kingdom Hearts III (мир «Истории игрушек») и Kingdom Hearts: Melody of Memory в аранжировке Ёко Симомуры, Just Dance 2021, а также играх по самой франшизе и вселенным Disney и Pixar:Toy Story (Windows), Disney’s Animated Storybook: Toy Story, Toy Story 2: Buzz Lightyear to the Rescue! (в игре есть одноимённое игровое достижение), Toy Story 3: The Video Game и Disney Crossy Road в восьмибитной вариации.

## Номинации
«You’ve Got a Friend in Me» была номинирована на премии «Золотой глобус» и «Оскар» за лучшую песню к фильму. «Оскар» она проиграла песне Алана Менкена и Стивена Шварца «Colors of the Wind» из «Покахонтас» — ещё одного мультфильма Disney. В июне 2004 года песня была номинирована на включение в список Американского института киноискусства «100 лучших песен из американских фильмов за 100 лет».
| Год  | Награды                                 | Результат | Прим.  |
| ---- | --------------------------------------- | --------- | ------ |
| 1996 | Премия «Оскар» за лучшую песню к фильму | Номинация | [ 57 ] |
| 1996 | Премия «Золотой глобус» за лучшую песню | Номинация | [ 57 ] |

## Чарты
| Чарт (1996)                              | Высшая позиция |
| ---------------------------------------- | -------------- |
| Канада (Canadian RPM Adult Contemporary) | 41             |

## Сертификации
| Страна                                               | Статус     | Продажи   |
| ---------------------------------------------------- | ---------- | --------- |
| Великобритания                                       | Платиновый | 600 000   |
| США                                                  | Платиновый | 1 000 000 |
| продажи+стриминг, основанные только на сертификации. |            |           |

## Кавер- и альтернативные версии
Песня неоднократно перепевалась различными исполнителями, среди которых — Джордж Джонс в дуэте с Кэти Маттеа (The Best of Country Sing the Best of Disney), Кенни Логгинс, Брайан Уилсон, Стив Тайрелл с Доктором Джоном (The Disney Standards), Riders in the Sky (Woody's Roundup: A Rootin' Tootin' Collection of Woody's Favorite Songs), Майкл Бубле (To Be Loved), Suburban Legends (Dreams Aren’t Real, But These Songs Are Vol. 1) и Cavetown. В 20 сезоне шоу American Idol песня была исполнена Ноа Томпсоном. Маскоты Playhouse Disney Ooh and Aah исполнили песню для альбома Disney Music Block Party. Ремикс на «You’ve Got a Friend in Me», написанный Альфредом Монтехано, был включён в альбом Dconstructed, выпущенный Walt Disney Records в апреле 2014 года.

### Rex Orange County
31 мая 2018 года музыкант Rex Orange County совместно с автором песни Рэнди Ньюманом выпустил свою кавер-версию «You’ve Got a Friend in Me». Инструментальная часть композиции состоит исключительно из фортепианного аккомпанемента в исполнении Rex Orange County. Музыканты поровну делили части песни. Критики отметили, что Ньюман звучит «сурово и выдержанно», с его отличным набором труб, в то время как Rex Orange County звучит «по-мальчишески и молодо».